# Борщевка (Калузька область)
Борщевка (рос. Борщевка) — село в Ферзиковському районі Калузької області Російської Федерації.
Населення становить 19 осіб. Входить до складу муніципального утворення Присілок Зудна.

## Історія
Від 2004 року входить до складу муніципального утворення Присілок Зудна

## Населення
| 2002 | 2010 | 2011 |
| ---- | ---- | ---- |
| 14   | ↗18  | ↗19  |